# Хатмилье
Хатми́лье (бел. Хатмілле) — деревня в составе Смолицкого сельсовета Быховского района Могилёвской области Республики Беларусь.

## Население
- 2010 год — 32 человека